# Misplaced Childhood
Misplaced Childhood är rockgruppen Marillions tredje studioalbum, inspelat mellan mars och maj 1985 i Hansa Tonstudio i Berlin och utgivet av skivbolaget EMI. Albumet släpptes ursprungligen som LP, bildskiva och musikkassett.
Albumet innehåller bland annat hitsingeln "Kayleigh" som är Marillions hittillsvarande största hit; singeln nådde andra plats på UK Single Chart. Albumet nådde första platsen på den brittiska albumlistan i juni 1985.

## Bakgrund
Misplaced Childhood är gruppens första konceptalbum och kom i en tid då singelsläpp och radiospelningar var högsta prioritet hos skivbolagen, vilket gjorde ledningen på EMI orolig under inspelningsarbetet. Musikaliskt utgörs skivan av två genomgående musikstycken på var sida av vinylutgåvan. Under konserter innan skivan låg färdig hade det hänt att sångaren Fish påstått (på fullt allvar eller som en intresseväckare är svårt att veta) att den kommande skivan skulle innehålla två spår, det ena benämnt "sida ett" och det andra kallat "sida två". Under turnén efter skivans utgivning hände det att Fish efter att ha spelat några spår från tidigare skivor angav att de nu hade en låt kvar; den låten är Misplaced Childhood – och så spelades hela skivan i obruten följd.
Den 11 oktober 1985 spelade Marillion i Eriksdalshallen i Stockholm, dagen efter i Frölundaborgs Isstadion i Göteborg. De återkom året därpå och den 11 juni 1986 spelade Marillion på Liseberg i Göteborg, och dagen efter på Gröna Lund i Stockholm.
EMI släppte 2005 en remastrad utgåva av albumet, och 2017 utgavs en ny mixad version av Steven Wilson.

## Låtlista

### Sida Ett
1. "Pseudo Silk Kimono" [02:13]
2. "Kayleigh" [04:03]
3. "Lavender" [02:27]
4. "Bitter Suite" (I. Brief Encounter II. Lost Weekend III. Blue Angel) [05:53]
5. "Heart of Lothian" (I. Wide Boy II. Curtain Call) [06:02]

### Sida Två
1. "Waterhole (Expresso Bongo)" [02:12]
2. "Lords of the Backstage" [01:52]
3. "Blind Curve" (I. Vocal Under Bloodlight II. Passing Strangers III. Mylo IV. Perimeter Walk) [09:29]
4. "Childhoods End" [04:32]
5. "White Feather" [02:23]

## Textreferenser
Texterna på albumet innehåller ett antal referenser till andra artisters titlar eller till tidigare Marillion-låtar.
- I "Kayleigh" refereras till Script for a Jester's Tear, Marillions eget första album; ("I never did write that love song"/"I'm still trying to write that love song").
- "Lavender" är en direkt referens till Lavender Blue, en engelsk folkvisa från 1600-talet vilken blivit mycket populär under 1950-talets rock'n'roll-era.
- "Lord of the Backstage" refererar till "Ashes are Burning" av Renaissance ("Ashes are burning, burning").

## Musiker
- Fish
- Steve Rothery
- Mark Kelly
- Pete Trewavas
- Ian Mosley